# Вінченцо Реннелла
Вінченцо Реннелла (італ. Vincenzo Rennella, нар. 8 жовтня 1988, Сен-Поль-де-Ванс) — французький і італійський футболіст, що грав на позиції нападника.

## Ігрова кар'єра
Народився 8 жовтня 1988 року у французькому Сен-Поль-де-Ванс. Вихованець футбольної школи клубу «Канн».
2007 року уклав свій перший професійний контракт із швейцарським друголіговим «Лугано». За рік перейшов до італійського «Дженоа», проте продовжив виступи за «Лугано» на правах оренди. Згодом у 2009–2011 роках, також як орендований гравець, продовжував виступи у Швейцарії, однак вже за вищоліговий «Грассгоппер».
Сезон 2011/12 відіграв в Італійській Серії A, утім не за «Дженоа», якій належав, а за «Чезену», знов на орендних правах, після чого упродовж 2012–2014 років грав на аналогічних умовах за іспанські друголігові «Кордову» та «Луго».
2014 року продовжив кар'єру у складі «Реал Бетіс», а першу половину 2016 захищав кольори «Реал Вальядолід». Протягом 2016–2017 років грав у США за «Маямі», команду НАСЛ, після чого повернувся до Тспанії, де протягом сезону 2018/19 встиг пограти в Сегунді за «Екстремадура» та «Кадіс».
Завершував ігрову кар'єру в Греції, де протягом другої половину 2019 року грав за «Ксанті».

## Статистика виступів

### Статистика клубних виступів
| Сезон                   | Команда                 | Чемпіонат               | Чемпіонат | Чемпіонат | Національний кубок | Національний кубок | Національний кубок | Континентальні кубки | Континентальні кубки | Континентальні кубки | Інші змагання | Інші змагання | Інші змагання | Усього | Усього |
| Сезон                   | Команда                 | Ліга                    | Ігор      | Голів     | Ліга               | Ігор               | Голів              | Ліга                 | Ігор                 | Голів                | Ліга          | Ігор          | Голів         | Ігор   | Голів  |
| ----------------------- | ----------------------- | ----------------------- | --------- | --------- | ------------------ | ------------------ | ------------------ | -------------------- | -------------------- | -------------------- | ------------- | ------------- | ------------- | ------ | ------ |
| 2007–08                 | «Лугано»                | ЧЛ                      | 29        | 8         | КШ                 | 2                  | 0                  | -                    | -                    | -                    | -             | -             | -             | 31     | 8      |
| 2008–09                 | «Лугано»                | ЧЛ                      | 22+2      | 24        | КШ                 | 1                  | 0                  | -                    | -                    | -                    | -             | -             | -             | 25     | 24     |
| Усього за «Лугано»      | Усього за «Лугано»      | Усього за «Лугано»      | 51+2      | 32        |                    | 3                  | 0                  |                      | -                    | -                    |               | -             | -             | 56     | 32     |
| 2009–10                 | «Грассгоппер»           | СЛ                      | 11        | 1         | КШ                 | -                  | -                  | -                    | -                    | -                    | -             | -             | -             | 11     | 1      |
| 2010–11                 | «Грассгоппер»           | СЛ                      | 20        | 8         | КШ                 | 1                  | 0                  | ЛЄ                   | 1                    | 0                    | -             | -             | -             | 22     | 8      |
| Усього за «Грассгоппер» | Усього за «Грассгоппер» | Усього за «Грассгоппер» | 31        | 9         |                    | 1                  | 0                  |                      | 1                    | 0                    |               | -             | -             | 33     | 9      |
| 2011–12                 | «Чезена»                | A                       | 15        | 1         | КІ                 | 2                  | 0                  | -                    | -                    | -                    | -             | -             | -             | 17     | 1      |
| 2012–13                 | «Кордова»               | СД                      | 33        | 7         | КІ                 | 4                  | 1                  | -                    | -                    | -                    | -             | -             | -             | 37     | 8      |
| 2013–14                 | «Луго»                  | СД                      | 35        | 13        | КІ                 | 1                  | 0                  | -                    | -                    | -                    | -             | -             | -             | 36     | 13     |
| 2014–15                 | «Реал Бетіс»            | СД                      | 34        | 6         | КІ                 | 4                  | 1                  | -                    | -                    | -                    | -             | -             | -             | 38     | 7      |
| 2015-січ. 2016          | «Реал Бетіс»            | ПД                      | 6         | 1         | КІ                 | -                  | -                  | -                    | -                    | -                    | -             | -             | -             | 6      | 1      |
| Усього за «Бетіс»       | Усього за «Бетіс»       | Усього за «Бетіс»       | 40        | 7         |                    | 4                  | 1                  |                      | -                    | -                    |               | -             | -             | 44     | 8      |
| січ.-серп. 2016         | «Реал Вальядолід»       | СД                      | 14        | 3         | КІ                 | -                  | -                  | -                    | -                    | -                    | -             | -             | -             | 14     | 3      |
| 2016                    | «Маямі»                 | НАСЛ                    | 14        | 3         | ВК США             | -                  | -                  | -                    | -                    | -                    | -             | -             | -             | 14     | 3      |
| 2017                    | «Маямі»                 | НАСЛ                    | 23+1      | 11        | ВК США             | 5                  | 1                  | -                    | -                    | -                    | -             | -             | -             | 29     | 12     |
| Усього за «Маямі»       | Усього за «Маямі»       | Усього за «Маямі»       | 37+1      | 14        |                    | 5                  | 1                  |                      | -                    | -                    |               | -             | -             | 43     | 15     |
| 2018-січ. 2019          | «Екстремадура»          | СД                      | 12        | 0         | КІ                 | -                  | -                  | -                    | -                    | -                    | -             | -             | -             | 12     | 0      |
| січ.-черв. 2019         | «Кадіс»                 | СД                      | 7         | 1         | КІ                 | -                  | -                  | -                    | -                    | -                    | -             | -             | -             | 7      | 1      |
| 2019-січ. 2020          | «Ксанті»                | СЛ                      | 12        | 0         | КГ                 | 1                  | 0                  | -                    | -                    | -                    | -             | -             | -             | 13     | 0      |
| Усього за кар'єру       | Усього за кар'єру       | Усього за кар'єру       | 278       | 87        |                    | 21                 | 3                  |                      | 1                    | 0                    |               | -             | -             | 303    | 90     |